# 狀元及第
狀元及第（英語：Whizz Kid），是一匹在香港出賽的賽駒，練馬師是告東尼。

## 簡介
2022年1月9日，「狀元及第」打開其在港的勝利之門。
2024年1月7日，班德禮策騎「狀元及第」勝出國際三級賽洋紫荊短途錦標，使得班德禮首度在港勝出國際分級賽。賽後，練馬師告東尼說道：「牠是我馬房中不可多得的一駒，但我必須表揚班德禮在賽事中的出色發揮。他實在騎得一絕，賽前我告訴他出閘後順著馬兒的走勢競跑便可，而他正正做到了這一點。我之前對此駒已作過不同的嘗試，今次改配開縫眼罩，看來有助牠在陣中發揮最高水準，明顯地這個配備今日對牠起了作用。此駒健康情況一向穩定，沒有任何傷患，馬兒忠心可靠，而且易於訓練。我認為跑馬地賽事一向最合此駒發揮，但根據現有的賽程，我別無選擇，只好安排牠角逐此賽，否則牠將被迫作壁上觀。我姑且博一博，安排牠在其他賽道及途程上陣，結果試出彩虹，並取得佳績。此駒非常忠心而且快慢由人，但始終最重要的是其鞍上人如何在賽事中將牠的實力發揮出來。」告東尼亦表示將來會為班德禮提供更多坐騎。他說：「他甚具策騎天分，他的韁繩及推駒技術俱佳，今日我叮囑他順著馬兒走勢去策騎牠，他亦正正依足我的指示。我想我們至今仍未在香港看到這位騎師最巔峰的發揮。」

## 在港勝出賽事全紀錄
| 比賽日期   | 賽事名稱               | 賽事班次 | 賽道 | 賽事路程 | 比賽馬場   | 名次 | 完成時間 | 騎師   |
| ---------- | ---------------------- | -------- | ---- | -------- | ---------- | ---- | -------- | ------ |
| 09/01/2022 | 北潭涌讓賽             | 第四班   | 草地 | 1000米   | 沙田馬場   | 1    | 0:56.59  | 莫雷拉 |
| 23/02/2022 | 景光讓賽               | 第三班   | 草地 | 1000米   | 跑馬地馬場 | 1    | 0:56.69  | 田泰安 |
| 06/04/2022 | 干諾讓賽               | 第三班   | 草地 | 1000米   | 跑馬地馬場 | 1    | 0:56.47  | 莫雷拉 |
| 27/04/2022 | 荷塘讓賽               | 第三班   | 草地 | 1000米   | 跑馬地馬場 | 1    | 0:56.27  | 莫雷拉 |
| 09/11/2022 | 普仁讓賽               | 第二班   | 草地 | 1000米   | 跑馬地馬場 | 1    | 0:55.89  | 潘頓   |
| 07/01/2024 | 洋紫荊短途錦標（讓賽） | G3       | 草地 | 1000米   | 沙田馬場   | 1    | 0:56.86  | 班德禮 |

## 在港一級賽出賽全紀錄
| 比賽日期   | 賽事名稱         | 賽事班次 | 賽道 | 賽事路程 | 比賽馬場 | 名次 | 完成時間 | 騎師   |
| ---------- | ---------------- | -------- | ---- | -------- | -------- | ---- | -------- | ------ |
| 28/01/2024 | 百週年紀念短途盃 | G1       | 草地 | 1200米   | 沙田馬場 | 8    | 1:10.17  | 楊明綸 |

## 外部連結
- .   [2024-01-07]. （原始内容存档于2024-01-15）.